# Monay
Monay – miejscowość i gmina we Francji, w regionie Burgundia-Franche-Comté, w departamencie Jura.
Według danych na rok 1990 gminę zamieszkiwały 124 osoby, a gęstość zaludnienia wynosiła 50 osób/km² (wśród 1786 gmin Franche-Comté Monay plasuje się na 619. miejscu pod względem liczby ludności, natomiast pod względem powierzchni na miejscu 991).